# Josephine Ann Endicott
Pour les articles homonymes, voir Endicott.
Josephine Ann Endicott (née en 1951) est une danseuse australienne, ancienne danseuse de la troupe de Pina Bausch.

## Biographie
Joséphine Ann Endicott est née en 1950, à Sydney, en Australie,. Elle a deux frères aînés et ses parents ont divorcé pendant son enfance.
Sa mère a encouragé son amour de la danse, et elle a commencé à prendre des cours de ballet à l'âge de sept ans. Plus tard, elle a abandonné ses études en informatique pour intégrer l'Australian Ballet School (en) à Melbourne.
Josephine Ann Endicott a participé, en tant que répétitrice au projet de reprise de Kontakthof avec de jeunes adolescents âgés de 14 à 18 ans. Elle est aussi danseuse et institutrice de la reconstitution de la pièce ou Pina Bausch est la réalisatrice